# Ignacy Jan Paderewski
Ignacy Jan Paderewski   (Kurílivka, 18 de novembre de 1860 - Nova York, 29 de juny de 1941) fou un pianista, compositor i polític polonès.

## Biografia
Debutà a Viena el 1887. L'any següent, amb vint-i-vuit anys, va escriure el seu únic Concert per a piano, op. 17. Dirigí el conservatori de Varsòvia, però es va fer mundialment famós pel seu virtuosisme com a pianista. De la seva obra musical sobresurten les peces de piano que millor podien traduir la seva enorme habilitat tècnica, com ara el seu famós Minuet, que esdevingué peça de saló molt popular arreu. El 1901 va escriure l'òpera Manru. El seu prestigi va fer d'ell una figura emblemàtica de Polònia, motiu pel qual el 1918, en recuperar la independència el seu país, va ser-ne cap de govern i ministre d'afers estrangers. Amb el canvi de govern de 1922 es retirà de la política i reprengué la seva carrera de pianista internacional.
El 1923 recomençà les seves gires per Europa i Amèrica renovant la sèrie del seus triomfs. Alguns severs crítics van afirmar que al reaparèixer Paderewski com a concertista, s'observava en les seves interpretacions, sempre impecables des del punt de vista del mecanisme, certa llibertat de tempo i un evident desdeny per les tradicions interpretatives; modalitats que, per contra, altres crítics avançats lloaven, considerant-les com una afirmació de la seva forta personalitat i de la seva independència d'esperit, engrandida per les lluites polítiques.
Durant diversos anys, després de la seva reaparició com a concertista, va dedicar els beneficis de gran nombre dels seus recitals a fins caritatius de la post-guerra. Entre les obres escrites o revisades per Paderewski després de 1919 cal citar l'òpera Sakuntala, sobre un llibre de Catulle Mendès; una col·lecció de lieder sobre poesies de Mickiewicz; una sonata per a piano en mi menor, i un àlbum de danses poloneses, per a piano a quatre mans.
Per acabar, va fundar als Estats Units la beca anomenada The Paderewski Fund, amb un capital de 10.000 dòlars, la renda de la qual es destina a premiar, en concurs convocat cada tres anys, les millors composicions de músics estatunidencs.
Alguns guanyadors del premi Paderewski han estat els compositors Henry Hadley, per una simfonia; Horatio William Parker, per una obra coral amb acompanyament d'orquestra, titulada A Star Song, i Arthur Bird, per un sextet per a instruments d'arc.